# Tønsberg Domkirke

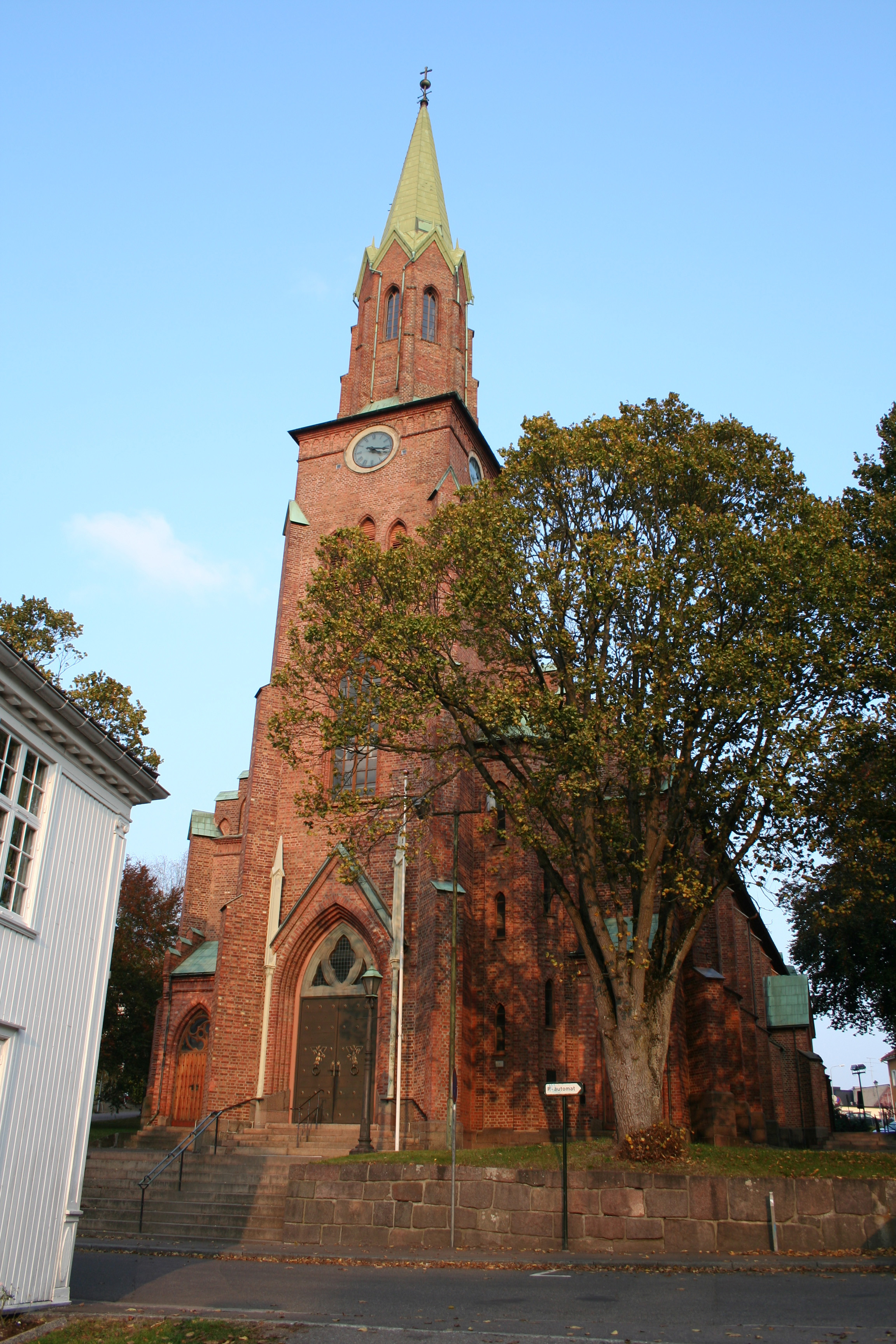
Außenansicht

Der Dom zu Tønsberg (norwegisch: Tønsberg Domkirke) ist die evangelisch-lutherische Bischofskirche in der südnorwegischen Stadt Tønsberg und ist Sitz des Bistums Tønsberg. Ursprünglich war sie eine Pfarrkirche, wurde jedoch mit Gründung des Bistums, das sich 1948 vom Bistum Oslo abspaltete, in den Rang einer Kathedrale erhoben.
Vor einigen hundert Jahren war Tønsberg ein wichtiges kirchliches Zentrum in Südnorwegen. Im Mittelalter befanden sich sieben Kirchen und drei Klöster in Ort, von welchen heute nur noch Ruinen erhalten sind. Die heutige neogotische Backsteinkirche ist über den Ruinen von St. Laurentius errichtet worden, welche im 12. Jahrhundert erbaut und 1814 abgerissen wurde. Bauherr der 1858 fertiggestellten Kirche war der dänisch-norwegische Architekt Christian Heinrich Grosch. Bereits 1939 erfolgte die erste Restaurierung unter Arnstein Arneberg, der der Kathedrale das heutige Aussehen verlieh. Das erhöhte Mittelschiff wird durch zwei Säulenreihen von den niedrigeren Seitenschiffen getrennt.
Das Altarbild der Kirche zeigt den kämpfenden Jesus in Gethsemane, welches 1760 von J.P. Lindegård gemalt wurde. Der Künstler der Kanzel aus dem Jahre 1621 ist nicht bekannt; als Motive sind die vier Evangelisten mit ihren Symbolen zu sehen. Kanzel, Altar und weitere Gemälde, die die Taufe Jesus und das Letzte Abendmahl zeigen, stammen aus der alten Marienkirche. Im Turm hängen drei Glocken, wobei die älteste von 1530 ebenfalls aus der Marienkirche stammt. Die kleinste der Glocken wurde aus der Laurentiuskirche übernommen und stammt von 1685. Die jüngste Glocke wurde während der Restaurierung 1939 von der Tønsberger Sparkasse gespendet. Die Kirchenfenster, ebenfalls anlässlich der Restaurierung von Per Vigeland geschaffen, zeigen Motive aus dem Alten und Neuen Testament. Auch stammt das Fresko über der Südtür von ihm, welches Jesus als guten Hirten porträtiert. Zum Kirchenschatz gehören auch zwei kostbare Bibeln: eine von 1550, die andere von 1589.